# Ti ci porto io
Ti ci porto io è stato un programma enogastronomico di Filippo Cipriano, condotto da Gianfranco Vissani e Michela Rocco di Torrepadula trasmesso ogni domenica dal 22 gennaio a dicembre 2012 su LA7.

## La trasmissione
I due conduttori viaggiano per l'Italia alla scoperta delle eccellenze enogastronomiche e non solo. La trasmissione dà risalto anche all'artigianato, ai paesaggi e agli angoli sconosciuti della Penisola.

### Prima edizione
Nelle 20 puntate della prima edizione, i due conduttori hanno visitato le venti regioni italiane.

### Seconda ed ultima edizione
La seconda edizione del programma ha preso il via il 7 ottobre ed è terminata a dicembre dello stesso anno a causa della chiusura definitiva del programma ora sostituito da un nuovo programma, Fuori di gusto.

## Produzione
Il programma è prodotto da Verve Media Company per LA7. Produttore esecutivo Verve è Ettore Musco.

### Autori
Il programma è stato scritto da Filippo Cipriano con Lamberto Ciabatti, Antongiulio Panizzi, Susanna Baccetti, Giuseppe Colella, Maria Elena di Ponzio e Enrico Barcella.

## Altre informazioni
Una novità del programma è data dall'applicazione del social network Foursquare dove sarà possibile scoprire i luoghi visitati dai due presentatori e i consigli su ogni località.